# Theobald, Blois grófja
Theobald (kb. 890 – kb. 944) volt Tours (904-től), Chartres és Blois grófja.

## Családja
Első feleségének neve nem ismert, a házasságból feltehetően egy fiúgyermek született:
- Theobald (kb. 910 - kb. 977), a későbbi gróf[4]

Második felesége feltehetően Richilde volt, a házasságból két gyermek ismert:
- Richárd[5] (? - 969), 956/57 körül Bourges püspöke.
- ismeretlen lánygyermek,[6] első férje (949/951 körül) I. Alan bretagne-i uralkodó, második férje (952 után) Fulkó, Anjou grófja.